# 各年の死亡一覧
各年の死亡一覧

## 2020年代

### 2024年
- 訃報 2024年1月
- 訃報 2024年2月
- 訃報 2024年3月
- 訃報 2024年4月
- 訃報 2024年5月
- 訃報 2024年6月
- 訃報 2024年7月
- 訃報 2024年8月
- 訃報 2024年9月
- 訃報 2024年10月
- 訃報 2024年11月
- 訃報 2024年12月

### 2023年
- 訃報 2023年1月
- 訃報 2023年2月
- 訃報 2023年3月
- 訃報 2023年4月
- 訃報 2023年5月
- 訃報 2023年6月
- 訃報 2023年7月
- 訃報 2023年8月
- 訃報 2023年9月
- 訃報 2023年10月
- 訃報 2023年11月
- 訃報 2023年12月

### 2022年
- 訃報 2022年1月
- 訃報 2022年2月
- 訃報 2022年3月
- 訃報 2022年4月
- 訃報 2022年5月
- 訃報 2022年6月
- 訃報 2022年7月
- 訃報 2022年8月
- 訃報 2022年9月
- 訃報 2022年10月
- 訃報 2022年11月
- 訃報 2022年12月

### 2021年
- 訃報 2021年1月
- 訃報 2021年2月
- 訃報 2021年3月
- 訃報 2021年4月
- 訃報 2021年5月
- 訃報 2021年6月
- 訃報 2021年7月
- 訃報 2021年8月
- 訃報 2021年9月
- 訃報 2021年10月
- 訃報 2021年11月
- 訃報 2021年12月

### 2020年
- 訃報 2020年1月
- 訃報 2020年2月
- 訃報 2020年3月
- 訃報 2020年4月
- 訃報 2020年5月
- 訃報 2020年6月
- 訃報 2020年7月
- 訃報 2020年8月
- 訃報 2020年9月
- 訃報 2020年10月
- 訃報 2020年11月
- 訃報 2020年12月

## 2010年代

### 2019年
- 訃報 2019年1月
- 訃報 2019年2月
- 訃報 2019年3月
- 訃報 2019年4月
- 訃報 2019年5月
- 訃報 2019年6月
- 訃報 2019年7月
- 訃報 2019年8月
- 訃報 2019年9月
- 訃報 2019年10月
- 訃報 2019年11月
- 訃報 2019年12月

### 2018年
- 訃報 2018年1月
- 訃報 2018年2月
- 訃報 2018年3月
- 訃報 2018年4月
- 訃報 2018年5月
- 訃報 2018年6月
- 訃報 2018年7月
- 訃報 2018年8月
- 訃報 2018年9月
- 訃報 2018年10月
- 訃報 2018年11月
- 訃報 2018年12月

### 2017年
- 訃報 2017年1月
- 訃報 2017年2月
- 訃報 2017年3月
- 訃報 2017年4月
- 訃報 2017年5月
- 訃報 2017年6月
- 訃報 2017年7月
- 訃報 2017年8月
- 訃報 2017年9月
- 訃報 2017年10月
- 訃報 2017年11月
- 訃報 2017年12月

### 2016年
- 訃報 2016年1月
- 訃報 2016年2月
- 訃報 2016年3月
- 訃報 2016年4月
- 訃報 2016年5月
- 訃報 2016年6月
- 訃報 2016年7月
- 訃報 2016年8月
- 訃報 2016年9月
- 訃報 2016年10月
- 訃報 2016年11月
- 訃報 2016年12月

### 2015年
- 訃報 2015年1月
- 訃報 2015年2月
- 訃報 2015年3月
- 訃報 2015年4月
- 訃報 2015年5月
- 訃報 2015年6月
- 訃報 2015年7月
- 訃報 2015年8月
- 訃報 2015年9月
- 訃報 2015年10月
- 訃報 2015年11月
- 訃報 2015年12月

### 2014年
- 訃報 2014年1月
- 訃報 2014年2月
- 訃報 2014年3月
- 訃報 2014年4月
- 訃報 2014年5月
- 訃報 2014年6月
- 訃報 2014年7月
- 訃報 2014年8月
- 訃報 2014年9月
- 訃報 2014年10月
- 訃報 2014年11月
- 訃報 2014年12月

### 2013年
- 訃報 2013年1月
- 訃報 2013年2月
- 訃報 2013年3月
- 訃報 2013年4月
- 訃報 2013年5月
- 訃報 2013年6月
- 訃報 2013年7月
- 訃報 2013年8月
- 訃報 2013年9月
- 訃報 2013年10月
- 訃報 2013年11月
- 訃報 2013年12月

### 2012年
- 訃報 2012年1月
- 訃報 2012年2月
- 訃報 2012年3月
- 訃報 2012年4月
- 訃報 2012年5月
- 訃報 2012年6月
- 訃報 2012年7月
- 訃報 2012年8月
- 訃報 2012年9月
- 訃報 2012年10月
- 訃報 2012年11月
- 訃報 2012年12月

### 2011年
- 訃報 2011年1月
- 訃報 2011年2月
- 訃報 2011年3月
- 訃報 2011年4月
- 訃報 2011年5月
- 訃報 2011年6月
- 訃報 2011年7月
- 訃報 2011年8月
- 訃報 2011年9月
- 訃報 2011年10月
- 訃報 2011年11月
- 訃報 2011年12月

### 2010年
- 訃報 2010年1月
- 訃報 2010年2月
- 訃報 2010年3月
- 訃報 2010年4月
- 訃報 2010年5月
- 訃報 2010年6月
- 訃報 2010年7月
- 訃報 2010年8月
- 訃報 2010年9月
- 訃報 2010年10月
- 訃報 2010年11月
- 訃報 2010年12月

## 2000年代

### 2009年
- 訃報 2009年1月
- 訃報 2009年2月
- 訃報 2009年3月
- 訃報 2009年4月
- 訃報 2009年5月
- 訃報 2009年6月
- 訃報 2009年7月
- 訃報 2009年8月
- 訃報 2009年9月
- 訃報 2009年10月
- 訃報 2009年11月
- 訃報 2009年12月

### 2008年
- 訃報 2008年1月
- 訃報 2008年2月
- 訃報 2008年3月
- 訃報 2008年4月
- 訃報 2008年5月
- 訃報 2008年6月
- 訃報 2008年7月
- 訃報 2008年8月
- 訃報 2008年9月
- 訃報 2008年10月
- 訃報 2008年11月
- 訃報 2008年12月

### 2007年
- 訃報 2007年1月
- 訃報 2007年2月
- 訃報 2007年3月
- 訃報 2007年4月
- 訃報 2007年5月
- 訃報 2007年6月
- 訃報 2007年7月
- 訃報 2007年8月
- 訃報 2007年9月
- 訃報 2007年10月
- 訃報 2007年11月
- 訃報 2007年12月

### 2006年
- 訃報 2006年1月
- 訃報 2006年2月
- 訃報 2006年3月
- 訃報 2006年4月
- 訃報 2006年5月
- 訃報 2006年6月
- 訃報 2006年7月
- 訃報 2006年8月
- 訃報 2006年9月
- 訃報 2006年10月
- 訃報 2006年11月
- 訃報 2006年12月

### 2005年
- 訃報 2005年1月
- 訃報 2005年2月
- 訃報 2005年3月
- 訃報 2005年4月
- 訃報 2005年5月
- 訃報 2005年6月
- 訃報 2005年7月
- 訃報 2005年8月
- 訃報 2005年9月
- 訃報 2005年10月
- 訃報 2005年11月
- 訃報 2005年12月

### 2004年
- 訃報 2004年1月
- 訃報 2004年2月
- 訃報 2004年3月
- 訃報 2004年4月
- 訃報 2004年5月
- 訃報 2004年6月
- 訃報 2004年7月
- 訃報 2004年8月
- 訃報 2004年9月
- 訃報 2004年10月
- 訃報 2004年11月
- 訃報 2004年12月

### 2003年
- 訃報 2003年1月
- 訃報 2003年2月
- 訃報 2003年3月
- 訃報 2003年4月
- 訃報 2003年5月
- 訃報 2003年6月
- 訃報 2003年7月
- 訃報 2003年8月
- 訃報 2003年9月
- 訃報 2003年10月
- 訃報 2003年11月
- 訃報 2003年12月

### 2002年
- 訃報 2002年1月
- 訃報 2002年2月
- 訃報 2002年3月
- 訃報 2002年4月
- 訃報 2002年5月
- 訃報 2002年6月
- 訃報 2002年7月
- 訃報 2002年8月
- 訃報 2002年9月
- 訃報 2002年10月
- 訃報 2002年11月
- 訃報 2002年12月

### 2001年
- 訃報 2001年1月
- 訃報 2001年2月
- 訃報 2001年3月
- 訃報 2001年4月
- 訃報 2001年5月
- 訃報 2001年6月
- 訃報 2001年7月
- 訃報 2001年8月
- 訃報 2001年9月
- 訃報 2001年10月
- 訃報 2001年11月
- 訃報 2001年12月

### 2000年
- 訃報 2000年1月
- 訃報 2000年2月
- 訃報 2000年3月
- 訃報 2000年4月
- 訃報 2000年5月
- 訃報 2000年6月
- 訃報 2000年7月
- 訃報 2000年8月
- 訃報 2000年9月
- 訃報 2000年10月
- 訃報 2000年11月
- 訃報 2000年12月

## 1990年代

### 1999年
- 訃報 1999年1月
- 訃報 1999年2月
- 訃報 1999年3月
- 訃報 1999年4月
- 訃報 1999年5月
- 訃報 1999年6月
- 訃報 1999年7月
- 訃報 1999年8月
- 訃報 1999年9月
- 訃報 1999年10月
- 訃報 1999年11月
- 訃報 1999年12月

### 1998年
- 訃報 1998年1月
- 訃報 1998年2月
- 訃報 1998年3月
- 訃報 1998年4月
- 訃報 1998年5月
- 訃報 1998年6月
- 訃報 1998年7月
- 訃報 1998年8月
- 訃報 1998年9月
- 訃報 1998年10月
- 訃報 1998年11月
- 訃報 1998年12月

### 1997年
- 訃報 1997年1月
- 訃報 1997年2月
- 訃報 1997年3月
- 訃報 1997年4月
- 訃報 1997年5月
- 訃報 1997年6月
- 訃報 1997年7月
- 訃報 1997年8月
- 訃報 1997年9月
- 訃報 1997年10月
- 訃報 1997年11月
- 訃報 1997年12月

### 1996年
- 訃報 1996年1月
- 訃報 1996年2月
- 訃報 1996年3月
- 訃報 1996年4月
- 訃報 1996年5月
- 訃報 1996年6月
- 訃報 1996年7月
- 訃報 1996年8月
- 訃報 1996年9月
- 訃報 1996年10月
- 訃報 1996年11月
- 訃報 1996年12月

### 1995年
- 訃報 1995年1月
- 訃報 1995年2月
- 訃報 1995年3月
- 訃報 1995年4月
- 訃報 1995年5月
- 訃報 1995年6月
- 訃報 1995年7月
- 訃報 1995年8月
- 訃報 1995年9月
- 訃報 1995年10月
- 訃報 1995年11月
- 訃報 1995年12月

### 1994年
- 訃報 1994年1月
- 訃報 1994年2月
- 訃報 1994年3月
- 訃報 1994年4月
- 訃報 1994年5月
- 訃報 1994年6月
- 訃報 1994年7月
- 訃報 1994年8月
- 訃報 1994年9月
- 訃報 1994年10月
- 訃報 1994年11月
- 訃報 1994年12月

### 1993年
- 訃報 1993年1月
- 訃報 1993年2月
- 訃報 1993年3月
- 訃報 1993年4月
- 訃報 1993年5月
- 訃報 1993年6月
- 訃報 1993年7月
- 訃報 1993年8月
- 訃報 1993年9月
- 訃報 1993年10月
- 訃報 1993年11月
- 訃報 1993年12月

### 1992年
- 訃報 1992年1月
- 訃報 1992年2月
- 訃報 1992年3月
- 訃報 1992年4月
- 訃報 1992年5月
- 訃報 1992年6月
- 訃報 1992年7月
- 訃報 1992年8月
- 訃報 1992年9月
- 訃報 1992年10月
- 訃報 1992年11月
- 訃報 1992年12月

### 1991年
- 訃報 1991年1月
- 訃報 1991年2月
- 訃報 1991年3月
- 訃報 1991年4月
- 訃報 1991年5月
- 訃報 1991年6月
- 訃報 1991年7月
- 訃報 1991年8月
- 訃報 1991年9月
- 訃報 1991年10月
- 訃報 1991年11月
- 訃報 1991年12月

### 1990年
- 訃報 1990年1月
- 訃報 1990年2月
- 訃報 1990年3月
- 訃報 1990年4月
- 訃報 1990年5月
- 訃報 1990年6月
- 訃報 1990年7月
- 訃報 1990年8月
- 訃報 1990年9月
- 訃報 1990年10月
- 訃報 1990年11月
- 訃報 1990年12月

## 1980年代

### 1989年
- 訃報 1989年1月
- 訃報 1989年2月
- 訃報 1989年3月
- 訃報 1989年4月
- 訃報 1989年5月
- 訃報 1989年6月
- 訃報 1989年7月
- 訃報 1989年8月
- 訃報 1989年9月
- 訃報 1989年10月
- 訃報 1989年11月
- 訃報 1989年12月

### 1988年
- 訃報 1988年1月
- 訃報 1988年2月
- 訃報 1988年3月
- 訃報 1988年4月
- 訃報 1988年5月
- 訃報 1988年6月
- 訃報 1988年7月
- 訃報 1988年8月
- 訃報 1988年9月
- 訃報 1988年10月
- 訃報 1988年11月
- 訃報 1988年12月

### 1987年
- 訃報 1987年1月
- 訃報 1987年2月
- 訃報 1987年3月
- 訃報 1987年4月
- 訃報 1987年5月
- 訃報 1987年6月
- 訃報 1987年7月
- 訃報 1987年8月
- 訃報 1987年9月
- 訃報 1987年10月
- 訃報 1987年11月
- 訃報 1987年12月

### 1986年
- 訃報 1986年1月
- 訃報 1986年2月
- 訃報 1986年3月
- 訃報 1986年4月
- 訃報 1986年5月
- 訃報 1986年6月
- 訃報 1986年7月
- 訃報 1986年8月
- 訃報 1986年9月
- 訃報 1986年10月
- 訃報 1986年11月
- 訃報 1986年12月

### 1985年
- 訃報 1985年1月
- 訃報 1985年2月
- 訃報 1985年3月
- 訃報 1985年4月
- 訃報 1985年5月
- 訃報 1985年6月
- 訃報 1985年7月
- 訃報 1985年8月
- 訃報 1985年9月
- 訃報 1985年10月
- 訃報 1985年11月
- 訃報 1985年12月

### 1984年
- 訃報 1984年1月
- 訃報 1984年2月
- 訃報 1984年3月
- 訃報 1984年4月
- 訃報 1984年5月
- 訃報 1984年6月
- 訃報 1984年7月
- 訃報 1984年8月
- 訃報 1984年9月
- 訃報 1984年10月
- 訃報 1984年11月
- 訃報 1984年12月

### 1983年
- 訃報 1983年1月
- 訃報 1983年2月
- 訃報 1983年3月
- 訃報 1983年4月
- 訃報 1983年5月
- 訃報 1983年6月
- 訃報 1983年7月
- 訃報 1983年8月
- 訃報 1983年9月
- 訃報 1983年10月
- 訃報 1983年11月
- 訃報 1983年12月

### 1982年
- 訃報 1982年1月
- 訃報 1982年2月
- 訃報 1982年3月
- 訃報 1982年4月
- 訃報 1982年5月
- 訃報 1982年6月
- 訃報 1982年7月
- 訃報 1982年8月
- 訃報 1982年9月
- 訃報 1982年10月
- 訃報 1982年11月
- 訃報 1982年12月

### 1981年
- 訃報 1981年1月
- 訃報 1981年2月
- 訃報 1981年3月
- 訃報 1981年4月
- 訃報 1981年5月
- 訃報 1981年6月
- 訃報 1981年7月
- 訃報 1981年8月
- 訃報 1981年9月
- 訃報 1981年10月
- 訃報 1981年11月
- 訃報 1981年12月

### 1980年
- 訃報 1980年1月
- 訃報 1980年2月
- 訃報 1980年3月
- 訃報 1980年4月
- 訃報 1980年5月
- 訃報 1980年6月
- 訃報 1980年7月
- 訃報 1980年8月
- 訃報 1980年9月
- 訃報 1980年10月
- 訃報 1980年11月
- 訃報 1980年12月

## 1970年代

### 1979年
- 訃報 1979年1月
- 訃報 1979年2月
- 訃報 1979年3月
- 訃報 1979年4月
- 訃報 1979年5月
- 訃報 1979年6月
- 訃報 1979年7月
- 訃報 1979年8月
- 訃報 1979年9月
- 訃報 1979年10月
- 訃報 1979年11月
- 訃報 1979年12月

### 1978年
- 訃報 1978年1月
- 訃報 1978年2月
- 訃報 1978年3月
- 訃報 1978年4月
- 訃報 1978年5月
- 訃報 1978年6月
- 訃報 1978年7月
- 訃報 1978年8月
- 訃報 1978年9月
- 訃報 1978年10月
- 訃報 1978年11月
- 訃報 1978年12月

### 1977年
- 訃報 1977年1月
- 訃報 1977年2月
- 訃報 1977年3月
- 訃報 1977年4月
- 訃報 1977年5月
- 訃報 1977年6月
- 訃報 1977年7月
- 訃報 1977年8月
- 訃報 1977年9月
- 訃報 1977年10月
- 訃報 1977年11月
- 訃報 1977年12月

### 1976年
- 訃報 1976年1月
- 訃報 1976年2月
- 訃報 1976年3月
- 訃報 1976年4月
- 訃報 1976年5月
- 訃報 1976年6月
- 訃報 1976年7月
- 訃報 1976年8月
- 訃報 1976年9月
- 訃報 1976年10月
- 訃報 1976年11月
- 訃報 1976年12月

### 1975年
- 訃報 1975年1月
- 訃報 1975年2月
- 訃報 1975年3月
- 訃報 1975年4月
- 訃報 1975年5月
- 訃報 1975年6月
- 訃報 1975年7月
- 訃報 1975年8月
- 訃報 1975年9月
- 訃報 1975年10月
- 訃報 1975年11月
- 訃報 1975年12月

### 1974年
- 訃報 1974年1月
- 訃報 1974年2月
- 訃報 1974年3月
- 訃報 1974年4月
- 訃報 1974年5月
- 訃報 1974年6月
- 訃報 1974年7月
- 訃報 1974年8月
- 訃報 1974年9月
- 訃報 1974年10月
- 訃報 1974年11月
- 訃報 1974年12月

### 1973年
- 訃報 1973年1月
- 訃報 1973年2月
- 訃報 1973年3月
- 訃報 1973年4月
- 訃報 1973年5月
- 訃報 1973年6月
- 訃報 1973年7月
- 訃報 1973年8月
- 訃報 1973年9月
- 訃報 1973年10月
- 訃報 1973年11月
- 訃報 1973年12月

### 1972年
- 訃報 1972年1月
- 訃報 1972年2月
- 訃報 1972年3月
- 訃報 1972年4月
- 訃報 1972年5月
- 訃報 1972年6月
- 訃報 1972年7月
- 訃報 1972年8月
- 訃報 1972年9月
- 訃報 1972年10月
- 訃報 1972年11月
- 訃報 1972年12月

### 1971年
- 訃報 1971年1月
- 訃報 1971年2月
- 訃報 1971年3月
- 訃報 1971年4月
- 訃報 1971年5月
- 訃報 1971年6月
- 訃報 1971年7月
- 訃報 1971年8月
- 訃報 1971年9月
- 訃報 1971年10月
- 訃報 1971年11月
- 訃報 1971年12月

### 1970年
- 訃報 1970年1月
- 訃報 1970年2月
- 訃報 1970年3月
- 訃報 1970年4月
- 訃報 1970年5月
- 訃報 1970年6月
- 訃報 1970年7月
- 訃報 1970年8月
- 訃報 1970年9月
- 訃報 1970年10月
- 訃報 1970年11月
- 訃報 1970年12月

## 1960年代

### 1969年
- 訃報 1969年1月
- 訃報 1969年2月
- 訃報 1969年3月
- 訃報 1969年4月
- 訃報 1969年5月
- 訃報 1969年6月
- 訃報 1969年7月
- 訃報 1969年8月
- 訃報 1969年9月
- 訃報 1969年10月
- 訃報 1969年11月
- 訃報 1969年12月

### 1968年
- 訃報 1968年1月
- 訃報 1968年2月
- 訃報 1968年3月
- 訃報 1968年4月
- 訃報 1968年5月
- 訃報 1968年6月
- 訃報 1968年7月
- 訃報 1968年8月
- 訃報 1968年9月
- 訃報 1968年10月
- 訃報 1968年11月
- 訃報 1968年12月

### 1967年
- 訃報 1967年1月
- 訃報 1967年2月
- 訃報 1967年3月
- 訃報 1967年4月
- 訃報 1967年5月
- 訃報 1967年6月
- 訃報 1967年7月
- 訃報 1967年8月
- 訃報 1967年9月
- 訃報 1967年10月
- 訃報 1967年11月
- 訃報 1967年12月

### 1966年
- 訃報 1966年1月
- 訃報 1966年2月
- 訃報 1966年3月
- 訃報 1966年4月
- 訃報 1966年5月
- 訃報 1966年6月
- 訃報 1966年7月
- 訃報 1966年8月
- 訃報 1966年9月
- 訃報 1966年10月
- 訃報 1966年11月
- 訃報 1966年12月

### 1965年
- 訃報 1965年1月
- 訃報 1965年2月
- 訃報 1965年3月
- 訃報 1965年4月
- 訃報 1965年5月
- 訃報 1965年6月
- 訃報 1965年7月
- 訃報 1965年8月
- 訃報 1965年9月
- 訃報 1965年10月
- 訃報 1965年11月
- 訃報 1965年12月

### 1964年
- 訃報 1964年1月
- 訃報 1964年2月
- 訃報 1964年3月
- 訃報 1964年4月
- 訃報 1964年5月
- 訃報 1964年6月
- 訃報 1964年7月
- 訃報 1964年8月
- 訃報 1964年9月
- 訃報 1964年10月
- 訃報 1964年11月
- 訃報 1964年12月

### 1963年
- 訃報 1963年1月
- 訃報 1963年2月
- 訃報 1963年3月
- 訃報 1963年4月
- 訃報 1963年5月
- 訃報 1963年6月
- 訃報 1963年7月
- 訃報 1963年8月
- 訃報 1963年9月
- 訃報 1963年10月
- 訃報 1963年11月
- 訃報 1963年12月

### 1962年
- 訃報 1962年1月
- 訃報 1962年2月
- 訃報 1962年3月
- 訃報 1962年4月
- 訃報 1962年5月
- 訃報 1962年6月
- 訃報 1962年7月
- 訃報 1962年8月
- 訃報 1962年9月
- 訃報 1962年10月
- 訃報 1962年11月
- 訃報 1962年12月

### 1961年
- 訃報 1961年1月
- 訃報 1961年2月
- 訃報 1961年3月
- 訃報 1961年4月
- 訃報 1961年5月
- 訃報 1961年6月
- 訃報 1961年7月
- 訃報 1961年8月
- 訃報 1961年9月
- 訃報 1961年10月
- 訃報 1961年11月
- 訃報 1961年12月

### 1960年
- 訃報 1960年1月
- 訃報 1960年2月
- 訃報 1960年3月
- 訃報 1960年4月
- 訃報 1960年5月
- 訃報 1960年6月
- 訃報 1960年7月
- 訃報 1960年8月
- 訃報 1960年9月
- 訃報 1960年10月
- 訃報 1960年11月
- 訃報 1960年12月